# Bullas
Bullas ist eine Gemeinde im Südosten Spaniens in der autonomen Region Murcia.

## Geographie
Bullas liegt ca. 52 km von Murcia, der Hauptstadt der gleichnamigen Provinz auf einer Hochebene in der Nähe des Flusses  Río Mula, der bei Molina de Segura in den Río Segura mündet.
Die Stadt wird geprägt von Weinbau, aber auch Anbau von Mandeln, Pfirsichen und Oliven.

## Sehenswürdigkeiten
In der sehenswerten Altstadt mit Rathaus und typischen Häusern wird jeden ersten Sonntag im Monat der traditionelle Markt El Zacatín abgehalten.
Der typische Wein  mit dem Namen Bullas ist mit durch die Herkunftsbezeichnung D.O. geschützt.

## Politik

### Bürgermeister
| Amtszeit  | Bürgermeister                | Partei |  |
| --------- | ---------------------------- | ------ |  |
| 1979–1983 | Esteban Egea Fernández       | PSOE   |  |
| 1983–1987 | Julián Rodríguez Moya        | PSOE   |  |
| 1987–1995 | Cayetano García Rosa         | PSOE   |  |
| 1995–2007 | José María López Sánchez     | PSOE   |  |
| 2007–2011 | Esteban Egea Fernández       | PSOE   |  |
| 2011–2015 | Pedro Chico Fernández        | PP     |  |
| 2015–2019 | María Dolores Muñoz Valverde | PSOE   |  |
| 2019–2023 | María Dolores Muñoz Valverde | PSOE   |  |
| 2023–     | María Dolores Muñoz Valverde | PSOE   |  |

### Gemeinderatswahlen
| Partei  | 1987 | 1991 | 1995 | 1999 | 2003 | 2007 | 2011 | 2015 | 2019 | 2023 |
| AP / PP | 4    | 2    | 6    | 6    | 7    | 8    | 10   | 6    | 4    | 5    |
| IU      | 1    | 2    | 3    | 2    | 2    | 1    | 1    | 1    | 0    | 1    |
| CDS     | 1    | 1    |      |      |      |      |      |      |      |      |
| Cs      |      |      |      |      |      |      |      |      | 1    |      |
| PSOE    | 11   | 12   | 8    | 9    | 8    | 8    | 6    | 8    | 11   | 10   |
| Total   | 17   | 17   | 17   | 17   | 17   | 17   | 17   | 17   | 17   | 17   |

Quelle: Spanisches Innenministerium

## Bevölkerungsentwicklung der Gemeinde
Quelle: INE-Archiv - grafische Aufarbeitung für Wikipedia

## Wirtschaft
Die Wirtschaft ist nach wie vor geprägt von Landwirtschaft und Weinbau.
Im industriellen Sektor hat vor allem die Solarenergie in Bullas an Bedeutung gewonnen. Durch einen Solarpark wird 21 % der Energie selbst erzeugt.

## Städtepartnerschaften
- Betanzos,  Spanien seit 2010
- Groesbeek,  Niederlande seit 2012
- Bosa,  Italien seit 2013
- Montpellier,  Frankreich seit 2013
- Toulouse,  Frankreich seit 2013

## Persönlichkeiten
- Antonio García y García (1880–1953), katholischer Geistlicher und Erzbischof von Valladolid
- Juan López Sánchez (1900–1972), Bauarbeiter, Syndikalist und Politiker
- Fernando Valera Sánchez (* 1960), römisch-katholischer Geistlicher und Bischof von Zamora